# 贝丽尔·里德
贝丽尔·里德（英語：Beryl Reid，1919年6月17日—1996年10月13日），女，英国演员。曾获得托尼奖最佳话剧女主角。